# Großrupprechts
Großrupprechts ist eine Katastralgemeinde und ein Ort in der Marktgemeinde Vitis, Bezirk Waidhofen an der Thaya. Die Ortschaft hat 169 Einwohner (Stand 1. Jänner 2024).

## Geografie
Die Katastralgemeinde Großrupprechts liegt im Westen des Gemeindegebietes von Vitis und grenzt im Norden an die Katastralgemeinde Eulenbach, im Nordosten an Heinreichs, im Osten an Vitis, im Südosten an Kaltenbach und im Süden an Kleingloms. Zudem verfügt Großrupprechts im Südosten über eine Grenze zur Gemeinde Hirschbach (Katastralgemeinden Stölzles und Hirschbach) sowie im Westen über eine Grenze zur Gemeinde Schrems (Katastralgemeinde Kurzschwarza). Großrupprechts verfügt mit dem „Großen Kobelwald“ im Osten und dem „Autal“ im Norden über zwei größere Waldgebiete, kleinere Waldgebiete bestehen zudem im Süden um die Rohrwiesen. Im Süden verläuft zudem der Moosbach, der knapp nördlich der Franz-Josefs-Bahn verläuft und die südliche Grenze der Katastralgemeinde bildet. Von Norden verfügt der Hirschbach über einen Zufluss, der in der Katastralgemeinde Eulenbach entspringt und durch den Ort Großrupprecht verläuft. Dabei ist dieser Zufluss über den Edelseegraben an den Auteich in Heinreichs angebunden. Verkehrstechnisch ist Großrupprechts insbesondere über die Waldviertler Straße an die Umgebung angebunden, die von Vitis nach Kurzschwarza führt. Niederrangige Straßen führen zudem nach Eulenbach, Hirschbach und Kleingloms.

## Geschichte
Der Ortsname Großrupprechts wurde erstmals 1420 durch die Ausstellung eines Lehenbriefes durch Johannes Graf von Hardeggurkundlich an Wolfgang Streun zu Schwarzenau festgehalten. Nach dem Tod Streuns belehnte Johannes Graf von Hardegg dessen Gattin Anna von Losenstein mit verschiedenen Gütern, unter denen sich auch das „Dorff Rueprechts“ befand. Der Name des Ortes wird dabei als „Siedlung eines Mannes mit dem althochdeutsch-bairischen Personennamen Ruodprecht“ abgeleitet.
Das Dorf gehörte mit seiner Grund-, Orts- und Landesgerichtsobrigkeit zur Herrschaft Schwarzenau und bestand im Jahr 1633 aus 21 Lehenhäuser und 10 Hofstättensowie drei öden Hofstätten. 1636 waren von 31 Häusern bereits sechs verödet. Der Ort wuchs in der Folge bis 1796 auf 39 Häuser an, 1848 bestand Großrupprechts aus 46 Häusern.
Großrupprechts wurde nach der Aufhebung der Grundherrschaft 1850 zu einer eigenen Gemeinde erhoben, 1899 wurde die Gemeinde Großrupprechts dem neugegründeten Bezirk Gmünd zugeschlagen. 1900 bestand die Gemeinde aus 51 Häusern, 1951 war der Ort mit 50 Häusern beinahe genauso groß wie 50 Jahre zuvor. Laut Adressbuch von Österreich waren im Jahr 1938 in der Ortsgemeinde Großrupprechts ein Gastwirt, ein Schmied, eine Schneiderin, ein Tischler und zahllose Landwirte ansässig. Mit Wirkung vom 1. Jänner 1970 wurde Großrupprechts mit zahlreichen weiteren Gemeinden der Marktgemeinde Vitis zugeschlagen, Großrupprechts wurde damit Teil des Bezirks Waidhofen an der Thaya. Gleichzeitig erfuhr die nunmehrige Katastralgemeinde ihr stärkstes bauliches Wachstum, wobei der Ort zwischen 1951 und 2000 von 51 auf 62 Häuser wuchs. Die Einwohnerzahlen gingen hingegen vom Spitzenwert 1848 mit 253 Einwohnern auf zuletzt 206 Einwohner (2001) zurück.
Im politischen Bereich dominiert die Österreichische Volkspartei (ÖVP) analog zur Gemeindeebene die Wahlergebnisse. So erreichte die ÖVP im Wahlsprengel Großrupprechts bei der Gemeinderatswahl 2010 76 % (Gemeindeergebnis: 70 %) und die Sozialdemokratische Partei Österreichs (SPÖ) 24 % (Gemeindeergebnis: 30 %). 2005 hatte die ÖPV 72 % erreicht.

## Bauwerke

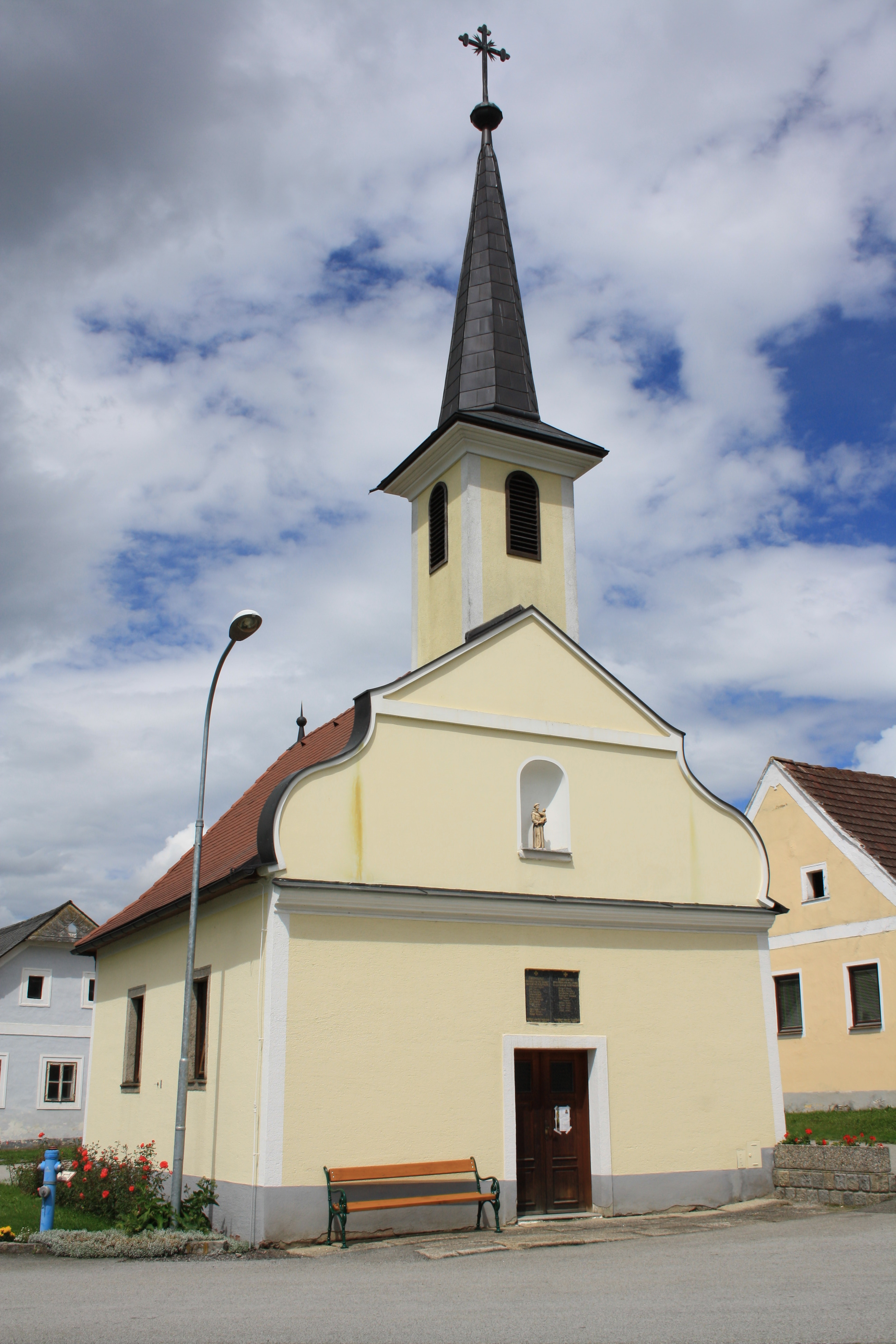
Ortskapelle

Großrupprechts wurde als Breitangerdorf mit Gartenäckern in einer Senke angelegt. Es besteht großteils aus Drei- und Vierseithöfen mit zum Teil schlichten Putzfassaden aus dem 19. und 20. Jahrhundert. Die Kapelle der Ortschaft Großrupprechts wurde zwischen 1769 und 1772 von der Dorfgemeinde errichtet, wobei sich ein wohlhabender Fleischhauer und Pferdehändler, der von Großrupprecht nach Wien übersiedelt war, an den Kosten beteiligte. Die Kapelle mit eingezogener Halbkreisapsis und Dachreiter mit Pyramidenhelm verfügt äußerlich über einen geschweiften Giebel mit Figurnische. Die Kapelle wurde dem Heiligen Antonius von Padua geweiht, wobei das volkstümliche, barocke Altarbild den Heiligen Antonius zeigt, wie er die Hände des Jesukindes küsst, wobei das Jesukind auf dem Schoss seiner Mutter Maria sitzt. Des Weiteren ist eine Plastik des Heiligen Antonius in der Kapelle untergebracht. Als weitere Kleindenkmäler findet in der Nähe des Ortsausgangs nach Süden eine 1752 vom Herrschaftsinhaber Polheim gestiftete Statue des Heiligen Felix von Cantalice sowie am Feldweg nach Vitis ein Tabernakelbildstock.

## Persönlichkeiten
- Maria Grander (* 1953), Krankenschwester, Mitglied des Bundesrates und Abgeordnete zum Nationalrat